# Huseník ouškatý
Huseník ouškatý (Arabis auriculata) je drobná, jen řídce se vyskytující, ohrožená efemérní bylina neúrodných půd, jeden z mnoha druhů rodu huseník. Někdy je uváděn jako synonymum druhu Arabis nova.

## Výskyt
Souvislý areál výskytu se nachází od jižní Evropy přes jižní Ukrajinu až po Volhu a Kavkaz, ostrůvkovitě se vyskytuje v západní a střední Evropě. Česká republika, Německo a Slovensko představují jeho severní hranici rozšíření. Dále roste v severozápadní Africe, Malé a Střední Asii. Druhotně se dostal až do jižní Afriky.
Nejčastěji roste na vysychavých, hrubozrnných, na živiny nebohatých půdách převážně na vápencovitém podkladě. Bývá k vidění na kamenitých nebo křovinatých stráních stepního charakteru, v narušených teplomilných trávnicích, při okrajích cest nebo v neúrodných kamenitých okrajích polí.
V ČR se vyskytuje v Čechách hlavně v Českém Krasu a na Moravě na Pálavě.

## Popis

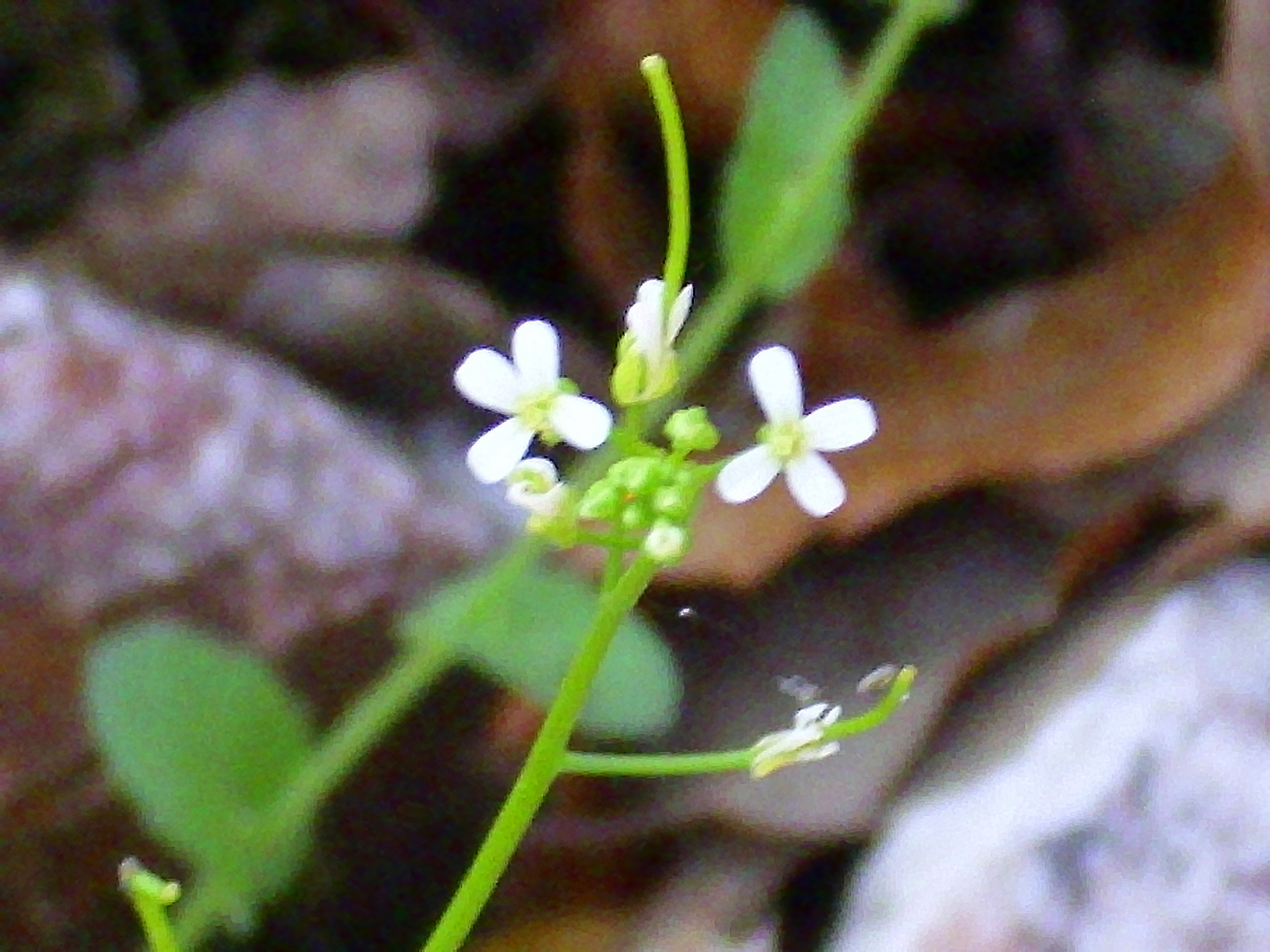
Květy huseníku ouškatého

Huseník ouškatý je jednoletá nebo dvouletá rostlina s přízemní růžici listů a jedinou květnou lodyhou vysokou 10 až 40 cm. Lodyha je obvykle jednoduchá, jen někdy je v horní části řídce rozvětvená, porostlá je chlupy nejčastěji větvenými a má barvu světlezelenou až nafialovělou. Listy v růžici jsou vejčitého až podlouhlého tvaru, bývají celokrajné nebo mají po obvodě několik plytkých zubů a u báze jsou zúžené do krátkého řapíku. Bývají porostlé převážně rozvětvenými chlupy, barvu mají šedozelenou a na spodní straně někdy nafialovělou. Přisedlé lodyžní listy (5 až 20 mm dlouhé a 3 až 15 mm široké) jsou vejčité, mají objímavou ouškatou bázi, na vrcholu jsou tupě zašpičatělé a po obou stranách bývá až pět plytkých zubů. Směrem nahoru se listy zmenšují, jsou zbarveny šedozeleně a hustě porostlé rozvětvenými chlupy.
Oboupohlavné květy (mající v průměru 3 až 4 mm) jsou bez listenů a rostou na stopkách asi 2 mm dlouhých. Vytvářejí terminální hroznovité pěti až desetičetné květenství s prohýbaným vřetenem. Světlezelené kališní lístky, dlouhé asi 2 mm, rostou vzpřímeně a venkovní jsou u báze mírně vyduté. Korunní lístky, velké 3 až 4,5 × 1 až 1,3 mm, jsou na vrcholu okrouhlé nebo mírně vykrojené. Mají bílou barvu která u báze nehtíků přechází do světlezelené. Huseník ouškatý kvete od dubna po začátek června, koncem července již rostlina zasychá.
Plodenství je tvořeno rovnými šešulemi na šikmo odstávajících stopkách. Dvoupouzdré a obvykle chlupaté šešule jsou asi 20 až 30 mm dlouhé a jen okolo 1 mm široké, jejich chlopně mají výraznou střední žilku. Hnědá, nekřídlatá semena s hladkým osemením, uložená v pouzdrech v jedné řadě (po 10 až 15 ks), jsou elipsovitá až vejčitá a 0,8 mm dlouhá.

## Ohrožení
Huseník ouškatý je v České republice, pro snižující se počet míst na kterých vyrůstá, zařazen v "Červeném seznamu cévnatých rostlin České republiky z roku 2012" do kategorie ohrožených druhů (C3), zákonem chráněn není.